# Správní obvod obce s rozšířenou působností Český Brod
Správní obvod obce s rozšířenou působností Český Brod je od 1. ledna 2003 jedním ze dvou správních obvodů rozšířené působnosti obcí v okrese Kolín ve Středočeském kraji. Čítá 21 obcí.
Město Český Brod je zároveň obcí s pověřeným obecním úřadem, přičemž oba správní obvody jsou územně totožné.

## Seznam obcí
Poznámka: Města jsou vyznačena tučně.
- Břežany II
- Černíky
- Český Brod
- Doubravčice
- Hradešín
- Chrášťany
- Klučov
- Krupá
- Kšely
- Masojedy
- Mrzky
- Poříčany
- Přehvozdí
- Přistoupim
- Přišimasy
- Rostoklaty
- Tismice
- Tuchoraz
- Tuklaty
- Vitice
- Vrátkov

## Obyvatelstvo
| Rok  | Obyv.  | ± %     |
| ---- | ------ | ------- |
| 1869 | 15 109 | —       |
| 1880 | 17 308 | +14,6 % |
| 1890 | 18 030 | +4,2 %  |
| 1900 | 18 283 | +1,4 %  |
| 1910 | 19 095 | +4,4 %  |

| Rok  | Obyv.  | ± %     |
| ---- | ------ | ------- |
| 1921 | 18 446 | −3,4 %  |
| 1930 | 21 020 | +14 %   |
| 1950 | 17 705 | −15,8 % |
| 1961 | 17 713 | +0 %    |
| 1970 | 16 771 | −5,3 %  |

| Rok  | Obyv.  | ± %     |
| ---- | ------ | ------- |
| 1980 | 16 308 | −2,8 %  |
| 1991 | 15 447 | −5,3 %  |
| 2001 | 15 041 | −2,6 %  |
| 2011 | 17 303 | +15 %   |
| 2021 | 20 318 | +17,4 % |